# Кесараци, Хачатур
Хачатур Кесараци (перс. خاچاطور کساراتسی‎, арм. Խաչատուր Կեսարացի; 19 мая 1590 —  3 августа 1646) — епископ Армянской апостольской церкви, основатель первой типографии в Иране и на Ближнем Востоке в 1633 (или 1636) году. 

## Биография
В 1620 году Кесараци был назначен епископом и во время его правления начался расцвет образовательной работы и искусства каллиграфии в соборе Аменапркич (Всех Спасителей) в Нор-Джуге. В течение 2 лет были изготовлены матрицы 2 размеров, бумага и декоративные гравюры на дереве. Четыре книги были напечатаны в типографии, основанной Кесараци, среди которых была и Сагмосасаран (Псалтырь), напечатанная между 1636 и 1638 годами. 
Кесараци и несколько монахов сконструировали типографию собственными силами, без помощи европейских специалистов. 
Единственный известный экземпляр Псалтыря сейчас хранится в Бодлианской библиотеке в Оксфорде (Великобритания). 